# Tornada
La tornada (término occitano) es, en la literatura trovadoresca medieval, la última o una de las últimas estrofas del poema, ligada por la rima a la última cobla, y que suele consistir en un envío del poema a su destinatario, aunque en ocasiones es una especie de conclusión. En los géneros dialogados, como la tensó, a cada interlocutor corresponde una tornada final.
En la lírica castellana aparece la tornada (llamada finida, fin o fin y cabo) en algunos poemas medievales. En la lírica gallego-portuguesa se denomina fiinda.
- Datos: Q3173303